# Malondialdehid
A malondialdehid (MDA) szerves vegyület, képlete CH2(CHO)2. Színtelen, reakcióképes vegyület, mely enolként fordul elő. Előfordul a természetben, és az oxidatív stressz markere.

## Szerkezet és szintézis
A malondialdehid főképp enolként létezik:
{\displaystyle {\ce {CH2(CHO)2 ->HOC(H)=CHCHO}}}
Szerves oldószerekben a cisz-izomer gyakoribb, vízben a transz-izomer. Az egyensúly gyors, számos célra nincs következménye.
Laboratóriumban in situ acetáljának, a malondialdehiddel ellentétben stabil 1,1,3,3-tetrametoxipropánnak hidrolízisével állítható elő. Könnyen deprotonálható a 245 °C olvadáspontú nátrium-enolát képződésével.

## Bioszintézis, reakciókészség
A malondialdehid többszörösen telítetlen zsírsavak lipidperoxidációjakor keletkezik. A tromboxán A2-szintézis gyakori terméke, melyben a ciklooxigenáz 1 vagy 2 arachidonsavat bont prosztaglandin H2-vé trombociták és számos más sejttípus és szövet révén. E terméket alakítja át a tromboxán-szintáz tromboxán A2-vé, 12-hidroxiheptadekatriénsavvá és malondialdehiddé. Ezenkívül átrendeződhet nem enzimatikusan 8-cisz- és 8-transz-12-hidroxieikozaheptaénsav keverékévé, malondialdehid keletkezésével. A lipidperoxidáció mértéke a malondialdehid szövetekben lévő mennyiségével becsülhető.
A reaktív oxigénszármazékok a többszörösen telítetlen zsírsavakat bontják, malondialdehidet adva. Ez reakciókész aldehid, és egyike a sok reaktív elektrofil anyagnak, mely toxikus stresszt okoz a sejtekben, és kovalens fehérjeadduktumokat (lipoxidációs végtermékeket, ALE) képezve a glikációs végtermékekhez (AGE) hasonlóan. Az aldehid termelése az oxidatív stressz mértékét becslő biomarker lehet.
A malondialdehid reagál a DNS-ben lévő dezoxiadenozinnal és dezoxiguanozinnal, DNS-adduktumokat, főképp mutagén M1G-t alkotva. Az arginin guanidincsoportja kondenzálódik a malondialdehiddel 2-aminopirimidineket adva.
A humán ALDH1A1 aldehid-dehidrogenáz képes malondialdehid oxidációjára.

### Analízis
A malondialdehid és más tiobarbiturát-reaktív vegyületek 2 tiobarbitursav-ekvivalenssel kondenzálódnak spektrofotometriailag elemezhető fluoreszcens vörös származékot adva. Az 1-metil-2-fenilindol szelektívebb reagens.

## Veszélyek és patológia
A malondialdehid reaktív, potenciális mutagén. Hevített étolajokban, például napraforgó- és pálmaolajban is jelen van.
Keratoconusos és bullás keratopátiás betegek szaruhártyáiban egy tanulmány szerint magasabb a malondialdehid-szint. Az MDA megtalálható osteoarthritises betegek ízületeiben is.
A malondialdehid-szintek figyelembe vehetők (a lipidperoxidáció markereként) a spermiumok membránsérülésének mértékének kimutatására. Ez fontos, mivel az oxidatív stressz a membránviszkozitás, a permeabilitás és a spermium funkciójának befolyásolása révén befolyásolhatja a spermaműködést.

## Fordítás
Ez a szócikk részben vagy egészben  a   Malondialdehyde című angol Wikipédia-szócikk ezen változatának fordításán alapul.  Az eredeti cikk szerkesztőit annak laptörténete sorolja fel. Ez a jelzés csupán a megfogalmazás eredetét és a szerzői jogokat jelzi, nem szolgál a cikkben szereplő információk forrásmegjelöléseként.